# Harpalus caspius
Harpalus caspius är en skalbaggsart som först beskrevs av Christian von Steven 1806.  Harpalus caspius ingår i släktet Harpalus, och familjen jordlöpare. Arten har ej påträffats i Sverige.